# Helen Levitt

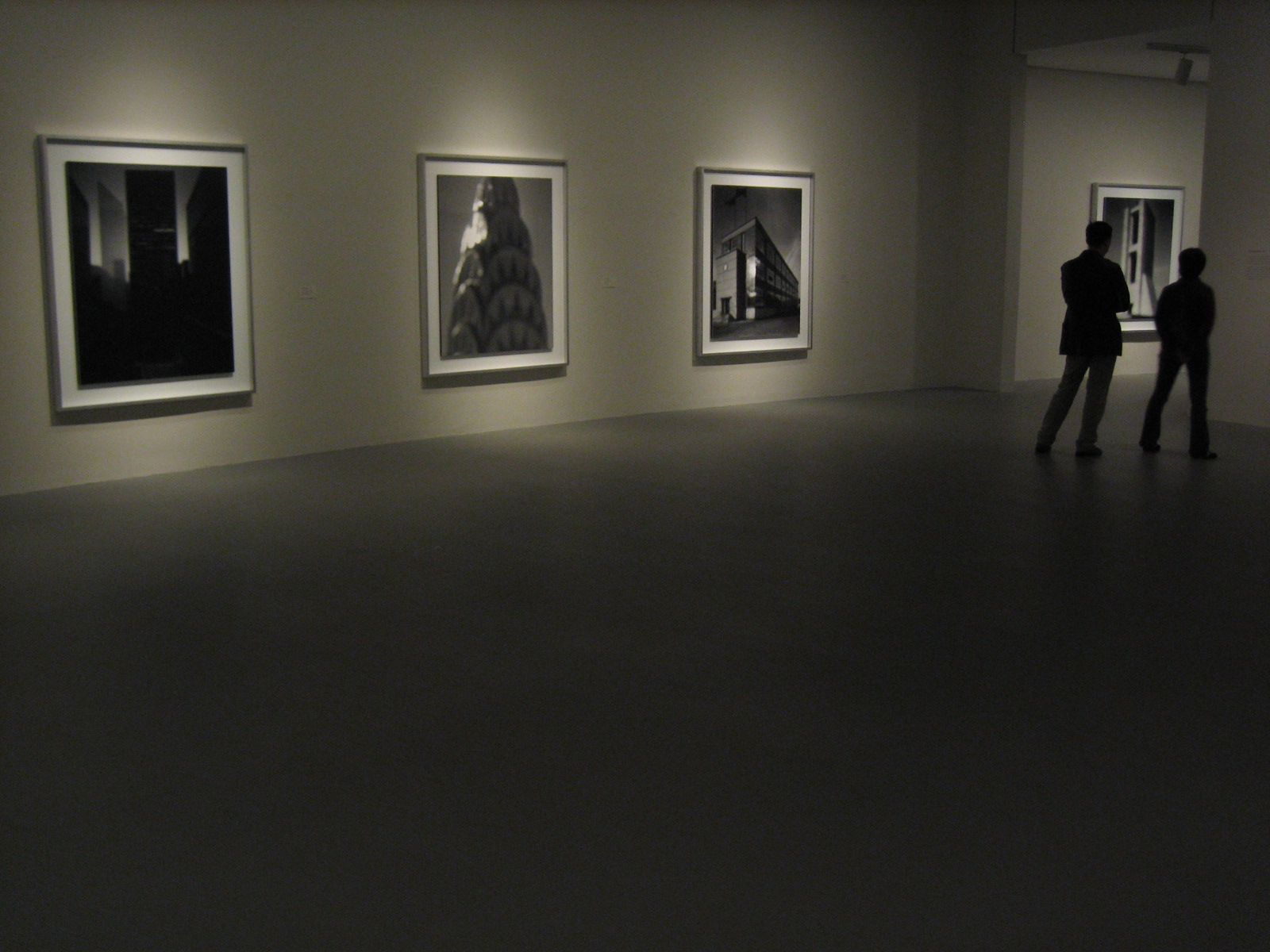
Wystawa na temat Helen Levitt w Gray Gallery

Helen Levitt, (ur. 31 sierpnia 1913 w Bensonhurst, Brooklyn, zm. 29 marca 2009 na Manhattanie) – amerykańska fotografka, szczególnie znana z fotografii ulicznej i uwieczniania w swych fotografiach Nowego Jorku. Porównywana z Henrim Cartier-Bresson czy Walkerem Evansem. Nazywana "najbardziej cenionym i najmniej znanym fotografem swoich czasów".

## Życiorys
Levitt dorastała w Brooklynie. Szkoła średnia nie spełniała jej oczekiwań. W ostatniej klasie opuściła liceum i w 1931 rozpoczęła pracę u znajomego fotografa komercyjnego. Polegało to głównie na pomocy przy obróbce filmów, niemniej pozwoliło poznać techniczne aspekty fotografii. W 1935 spotkała Cartiera-Bressona, mając okazję obserwować go przy pracy. Rok później kupiła używaną Leicę, taki sam aparat jakiego używał Francuz. Podczas prowadzenia zajęć plastycznych, ujęła ją ulotność dziecięcych rysunków kredą. Zaczęła fotografować te prace, jak i dzieci, które je tworzyły. Powstałe wtedy fotografie zostały ostatecznie opublikowane w 1987 w albumie "In The Street: chalk drawings and messages, New York City 1938–1948".
W latach 1938–39 współpracowała z Walkerem Evansem. Osiągała pierwsze sukcesy. W lipcu 1939 jej zdjęcia znalazły się na inauguracyjnej wystawie nowo powstałego działu fotografii w Museum of Modern Art. W 1943 Nancy Newhall zorganizowała jej pierwszą samodzielną wystawę zatytułowaną "Helen Levitt: Photographs of Children". Jej następna znacząca wystawa miała miejsce w latach 60. W międzyczasie Levitt zajmowała się filmem.
W 1959 i 1960 otrzymała od Fundacji Guggenheima stypendium dzięki któremu wróciła do fotografii robiąc kolorowe zdjęcia ulic Nowego Jorku. Była jednym z pierwszych znanych fotografów, którzy przeszli na technikę kolorową.
Żyła w Nowym Jorku i pozostała aktywna jako fotograf przez niemal 70 lat. Zmarła we śnie w swym domu na Manhattanie w wieku 95 lat.